# Joey Barton
Joseph Anthony »Joey« Barton, angleški nogometaš in trener, * 2. september 1982, Huyton, Merseyside, Anglija, Združeno kraljestvo.